# Бич (Куявсько-Поморське воєводство)
Бич (пол. Bycz) — село в Польщі, у гміні Пйотркув-Куявський Радзейовського повіту Куявсько-Поморського воєводства.
Населення — 197 осіб (2011).
У 1975—1998 роках село належало до Влоцлавського воєводства.

## Демографія
Демографічна структура станом на 31 березня 2011 року:
|          | Загалом | Допрацездатний вік | Працездатний вік | Постпрацездатний вік |
| -------- | ------- | ------------------ | ---------------- | -------------------- |
| Чоловіки | 101     | 18                 | 74               | 9                    |
| Жінки    | 96      | 23                 | 47               | 26                   |
| Разом    | 197     | 41                 | 121              | 35                   |